# Bumbibjörnarna
Bumbibjörnarna, tidigare Gummibjörnarna (engelska: Disney's Adventures of the Gummi Bears), är en amerikansk animerad TV-serie. Bumbibjörnarna var Disneys första tecknade TV-serie producerad av Walt Disney Animation Television, och banade väg för senare Disneyserier som Ducktales, Luftens hjältar och Darkwing Duck. Serien visades ursprungligen i USA mellan åren 1985 och 1991. Totalt kom serien att bestå av sex säsonger om totalt 65 avsnitt.
TV-serien är ofta ihågkommen för sin signaturmelodi, skriven av Michael och Patricia Silversher och på svenska framförd av Haakon Pedersen.

## Handling
Bumbibjörnarna utspelar sig i det medeltida kungariket Dunwyn, och i handlingens centrum står en grupp av sex (senare sju) bumbibjörnar, färggranna varelser med mänskliga drag, som bor i det underjordiska Bumbibo.
Genom att dricka bumbibärssaft får de en fantastisk förmåga att studsa, något som kommer väl till pass då Dunwyn ständigt hotas av onda makter. Bumbibärssaften görs på bumbibären som bumbibjörnarna plockar utanför sin stubbe. Bumbibären som saften görs på är oftast röda i skördetid, men kan även ha en svag nyans av lila. Som omogna är de gröna, och bumbibärsblomman är vit. När en bumbibjörn dricker av saften får han/hon en otrolig studsförmåga som gör det möjligt att klara av mycket svåra uppgifter. Om en människa dricker av saften ger den istället övermänsklig superstyrka, dock max en gång per dag, en egenskap som Hertig Torulf mer än gärna skulle vilja komma i besittning av för att ta makten över riket.
När serien börjar har bumbibjörnarna varit försvunna i århundraden, bortjagade av elaka människor som ville stjäla deras magi och hemligheter. Människorna tror att berättelserna om de hjältemodiga björnarna bara är sagor, men pojken Erik tror att björnarna existerar. Av en slump råkar han ramla ner i den underjordiska boningen hos den sista gruppen bumbibjörnar i riket, han blir deras vän och övertalar dem att återigen utföra hjältedåd och hjälpa människorna, som i gamla tider - även om det måste ske i hemlighet. Efter ett tag möter även prinsessan Ylva den unga bumbibjörnen Bibi och båda blir väldigt bra vänner och hon kommer senare överens med alla björnar.

## Rollfigurer
- Bernhard Bumbi (Zummi Gummi) - Lila till färgen och gruppens äldste. Besitter magiska kunskaper, men hans tankspriddhet ställer ofta till det. Han har höjdskräck, vilket också skapar problem.
- Bibi Bumbi (Sunni Gummi) - Gul, energisk tonårstjej, med en stark romantisk sida. Försöker sig rätt som det är på att revoltera mot de andra. Hon och Ylva är väldigt goda vänner.
- Bombo Bumbi (Cubbi Gummi) - Den yngste i gruppen. Är rosa till färgen och hyser stora drömmar om att en dag bli riddare.
- Gramse Bumbi (Gruffi Gummi) - Björnarnas ledare, har brun päls. Butter perfektionist men är väldigt snäll och mån om sina vänner.
- Hubbe Bumbi (Tummi Gummi) - Blå till färgen. Matvrak och gruppens något trögtänkte och småfete glädjespridare. Han är äldre än Bombo och Bibi, men yngre än Gramse, Nanna och Bernard. Han älskar som sagt mat, men han är väldigt godhjärtad och bryr sig om sina vänner.
- Nanna Bumbi (Grammi Gummi) - Orange matriark som lagar bumbibärsaften och står för det praktiska sinnet. Hon är tuff och har skinn på nosen, men hon är väldigt snäll. Hon och Gramse brukar gnabbas ibland.
- Gusto Bumbi (Augustus "Gusto" Gummi) - Blåpälsad konstnärlig kusin. Flyttar in i Bumbibo under säsong 2.
- Riddar Törnbuske (Sir Thornberry) - En gammal björn som är grå till färgen. Han lämnades ensam och fick som uppgift att vakta den övergivna bumbistaden Ursalia. Han är modig och ärofull, men även något glömsk och klumpig. Han medverkade för första gången under säsong 5.
- Humbi Bumbi (Chummi Gummi) - Brun till färgen. Ses under första avsnittet av säsong 2. Reser sedan vidare i sitt luftskepp för att finna sina förfäder.

- Erik (Cavin) - Människopojke och page i slottet. Till skillnad från övriga människor tror han att bumbibjörnarna är mer än bara sagofigurer och blir deras vän.
- Prinsessan Ylva (Princess Calla) - Äventyrlig dotter till kungen av Dunwyn. Jämnårig med Erik, som är småförälskad i henne. I början tror hon inte på bumbibjörnarna, men efter att ha mött Bibbi, blir hon liksom Erik deras vän.
- Nidvin (Unwin) - Äldre pojke på slottet. Översittartyp som ofta retas med Erik för att denne tror på bumbibjörnar.
- Hertig Torulf (Duke Igthorn) - Seriens stora skurk. Kommer ständigt upp med nya planer för att ta makten över kungariket. Trots att han har en outsinlig mängd av "grymlingar" på sin sida, misslyckas han gång på gång - mer tack vare bumbibjörnarna än kungens soldater.
- Grymlingar (Ogres) - Jättestora fula troll som bebor den kusliga provinsen Drekmore där Hertig Torulf regerar. Grymlingar är väldigt starka, men korkade.
- Toadie (Toadwort, Toadie) - Hertig Torulfs närmaste man. Till skillnad från de övriga grymlingarna är han väldigt liten, men han är i gengäld mycket smartare än de andra.
- Lady Brysk (Lady Bane) - En annan återkommande skurk. En ond häxa som åtrår vilken kraft hon än kan få tag i (inklusive bumbibjörnarnas) och assisteras av schakalliknande hantlangare som kallas trogglar. Lady Brysk är Torulfs stora kärleksintresse, dock är inte känslorna ömsesidiga. Hon har ett väldigt hett temperament, vilket Torulf tycker är gulligt.
- Kung Valdemar (King Gregor) - Ylvas far. Rättrådig härskare över Dunwin.
- Riddar Järnfot (Sir Tuxford) - Kungens främsta riddare, för vilken Erik är page.

## Bumbibjörnarna i Sverige
Första gången Bumbibjörnarna visades i Sverige var i 1986 års jullovsprogram Toffelhjältarna går igen. Serien kallades då Gummibjörnarna och visades på originalspråk, textad till svenska. 1989 hade den premiär på TV3, då under titeln Bumbibjörnarna. Sedan dess har avsnitt visats i flera omgångar, främst på SVT, men även på Disney Channel, Toon Disney, Playhouse Disney, Disney Junior och TV4. Flera VHS-kassetter har också getts ut med avsnitt från serien bl.a. med namnen Önskestenen, Riddare i Bumbiborg och Full fart i Bumbiskogen.
Den svenska dubbningen regisserades och producerades av Monica Forsberg och Anna Nyman vid KM Studio.

### Röster
- Jan Koldenius - Bernhard Bumbi
- Anna Nylén/Lizette Pålsson - Bibi Bumbi
- Monica Forsberg - Bombo Bumbi
- Roger Storm - Gramse Bumbi
- Roger Storm - Hubbe Bumbi
- Birgitta Fernström - Nanna Bumbi[1]
- Ulf Källvik/Johan Wahlström - Riddar Törnbuske
- Robert Andersson/Alexander Gylemo - Erik
- Sara Andersen/Emma Iggström - Prinsessan Ylva
- Ulf Källvik - Kung Valdemar
- Hans Gustafsson - Hertig Torulf
- Bertil Engh - Toadie
- Gunilla Orvelius - Lady Brysk
- Ulf Källvik - Riddar Järnfot
- Peter Wanngren/Mikael Appelqvist/Niclas Wahlgren - Nidvin

- Haakon Pedersen - Titelsång[2]

## Avsnitt

### Säsong 1 (1985)
Visades på NBC på lördagsmorgnar.
- 1. A New Beginning (1985-09-14)
- 2. A Gummi In A Gilded Cage (1985-09-21)
- 3. Sweet And Sour Gruffi / Little Bears Lost (1985-09-28)
- 4. A Recipe For Trouble / Gummi in a Strange Land (1985-10-05)
- 5. A Gummi A Day Keeps The Doctor Away/Duel Of The Wizards (1985-10-12)
- 6. Do Unto Ogres/Loopy, Go Home (1985-10-19)
- 7. Wings Over Dunwyn (1985-10-26)
- 8. Never Give A Gummi An Even Break/The Sinister Sculptor (1985-11-02)
- 9. A Gummi By Any Other Name (1985-11-09)
- 10. The Secret Of The Juice (1985-11-16)
- 11. Night Of The Gargoyle/Can I Keep Him (1985-11-23)
- 12. The Oracle/Someday My Prints Will Come (1985-11-30)
- 13. Toadie's Wild Ride/The Fence Sitter (1985-12-07)
- 14. Zummi Makes It Hot/My Kingdom For A Pie (1985-12-14)
- 15. Light Makes Right (1985-12-21)

### Säsong 2 (1986)
Visades på NBC på lördagsmorgnar.
- 16. For A Few Sovereigns / Over The River And Through The Trolls (1986-09-13)
- 17. If I Were You / Faster Than A Speeding Tummi (1986-09-20)
- 18. Up, Up, And Away (1986-09-27)
- 19. The Crimson Avenger (1986-10-04)
- 20. My Gummi Lies Over The Ocean (1986-10-11)
- 21. Color Me Gummi / Gummi Dearest (1986-10-18)
- 22. You Snooze, You Lose / Good Neighbor Gummi (1986-10-25)
- 23. Bubble Trouble / Close Encounters Of A Gummi Kind (1986-11-01)
- 24. For Whom The Spell Holds (1986-11-08)

### Säsong 3 (1987)
Visades på NBC på lördagsmorgnar.
- 25. A Hard Dazed Knight / Mirthy Me (1987-09-12)
- 26. The Knight's Of Gummidoon (1987-09-19)
- 27. Just A Tad Smarter / Too Many Cooks (1987-09-26)
- 28. Gummi's Just Want To Have Fun / Eye Of The Beholder (1987-10-03)
- 29. Day Of Beevilweevils (1987-11-14)

### Säsong 4 (1988)
Visades på NBC på lördagsmorgnar.
- 30. Gummi's At Sea (1988-09-24)
- 31. Girl's Knight Out / Guess Who's Gumming To Dinner (1988-10-01)
- 32. Music Hath Charms / A Tree Grows In Dunwyn (1988-10-08)
- 33. The Crimson Avenger Strikes Again / There's No Place Like Home (1988-10-15)
- 34. Zummi In Slumberland / Tummi's Last Stand (1988-10-22)
- 35. Ogre Baby Boom / Water Way To Go (1988-10-29)
- 36. He Who Laugh's Last (1988-11-05)
- 37. Dress For Success / Presto Gummo (1988-11-12)
- 38. Top Gum (1988-11-19)
- 39. A Knight To Remember / Snows Your Old Man (1988-11-26)
- 40. Friar Tum / The White Knight (1988-12-03)
- 41. The Magnificent Seven Gummies (1988-12-10)

### Säsong 5 (1989)
Bytte nu kanal och visades på ABC på lördagsmorgnar.
- 42. Ogre For A Day (1989-09-23)
- 43. Princess Problems / Boggling The Bears (1989-09-30)
- 44. The Road To Ursalia (1989-10-07)
- 45. What You See Is Me / Bridge On The River Gummi (1989-10-14)
- 46. A Gummi Is A Gummi's Best Friend / When You Wish Upon A Stone (1989-10-21)
- 47. Return To Ursalia (1989-10-28)
- 48. Life Of The Party / The World According To Gusto (1989-11-04)
- 49. Let Sleeping Giants Lie / A-Hunting We Will Go (1989-11-11)
- 50. Beg, Burrow And Steal (1989-11-18)

### Säsong 6 (1990)
Visades på ABC på lördagsmorgnar. Samtidigt började de äldre avsnitten visas på Disney Afternoon på vardageftermiddagarna.
- 51. A Gummi's Work Is Never Done (1990-09-01)
- 52. Tuxford's Turnaround (1990-09-08)
- 53. Thornberry To The Rescue (1990-09-15)
- 54. True Gritty (1990-09-22)
- 55. Patchwork Gummi (1990-09-29)
- 56. Trading Faces (1990-10-06)
- 57. May The Best Princess Win (1990-10-13)
- 58. The Rite Stuff (1990-10-20)
- 59. Toadie The Conqueror (1990-10-27)
- 60. Once More The Crimson Avenger (1990-11-03)
- 61. Tummi Trouble (1990-11-10)
- 62. Rocking Chair Bear (1990-11-17)
- 63. Queen of The Carpies (1990-11-24)
- 64. King Igthorn Part 1 (1990-12-01)
- 65. King Igthorn Part 2 (1990-12-08)

## Serietidningarnas värld
Under mitten av åttiotalet producerades omkring trettio äventyr med Bumbibjörnarna, i syfte att tryckas i seriemagasin runt om i världen. Av dessa kom två till Sverige - de trycktes i seriealbumet "Bumbibjörnarna" från 1986, och var serieversioner av TV-avsnitten "A New Beginning" och "Can I keep him?".

### Fotnoter
1. ↑  ”No Artist - Bumbi-Björnarna - Bumbibärssaftens Hemlighet / En Bumbi I Bur” (på engelska). https://www.discogs.com/release/9326648-No-Artist-Bumbi-Björnarna-Bumbibärssaftens-Hemlighet-En-Bumbi-I-Bur. Läst 11 januari 2023.
2. ↑  ”Dubbcredits: Bumbibjörnarna | SacredGold Blog” (på amerikansk engelska). Arkiverad från originalet den 18 januari 2018. https://web.archive.org/web/20180118010316/http://nouw.com/sacredgold/dubbcredits-bumbibjornarna-29435919. Läst 18 januari 2018.